# Joaquim Levy
Joaquim Vieira Ferreira Levy (Río de Janeiro, 17 de febrero de 1961) es un economista brasileño que se desempeñó como ministro de Finanzas de Brasil. Levy asumió el 1 de enero de 2015, durante la segunda toma presidencial de Dilma Rousseff.
Con anterioridad a aquel cargo, Levy fue presidente de Bradesco Asset Management, una división de Bradesco, el segundo banco privado más grande de Brasil.
Desde 2016 es el director general y director financiero del Grupo del Banco Mundial. 

## Vida y educación
Nacido en Río de Janeiro, Brasil, Levy es doctor en Economía recibido de la Universidad de Chicago (1992), con una maestría en economía de la Fundación Getulio Vargas (1987) y se graduó en Arquitectura Naval e Ingeniería Marina en la Universidad Federal de Río de Janeiro.

## Carrera

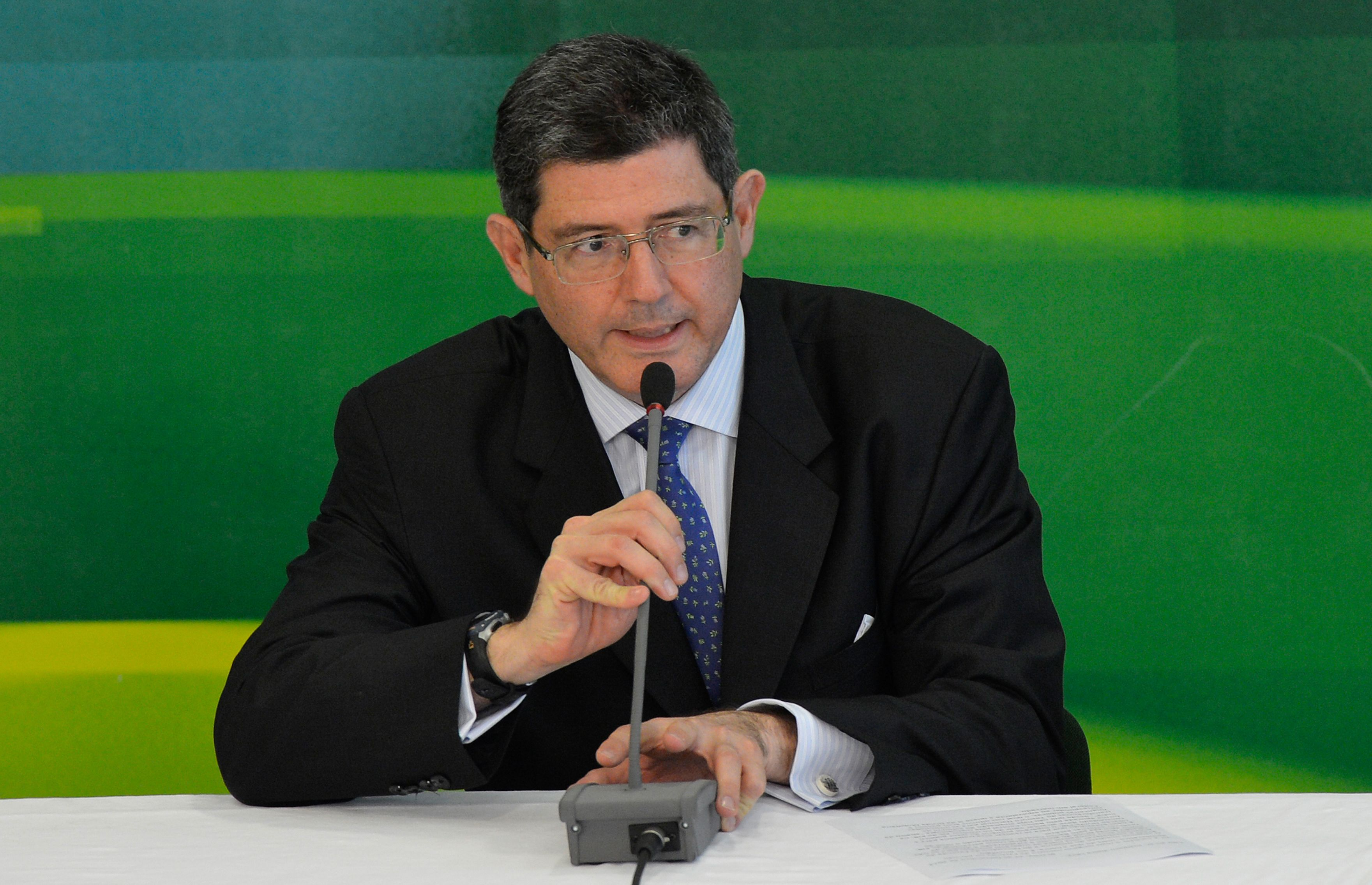
Joaquim Levy.

Fue profesor en Economía en la FGV en la década de 1990, antes de unirse al FMI, donde trabajó de 1992 a 1999. En el FMI ocupó puestos en el Departamento de Hemisferio Occidental (1992), Departamento de Europa (1993-1997), y en Mercados Capitales, y Búsqueda (1997-1998). Levy fue también vicepresidente del Banco de Desarrollo Interamericano y secretario de Finanzas del Estado de Río de Janeiro, durante la primera administración del gobernador Sérgio Cabral Filho.
Entre 1999 y 2000, fue economista visitante en el Banco Central Europeo, habiendo trabajado en la división de Mercados Capitales y Estrategia Monetaria. En 2000 fue nombrado subsecretario de Política Económica en el ministerio de Finanzas brasileño, y en 2001 se convirtió en economista jefe en el Ministerio de Planificación, Presupuesto, y Administración.
En enero de 2003, fue nombrado secretario del Tesoro (una oficina que en Brasil se encuentra bajo el ministro de Finanzas) por el presidente Luiz Inácio Lula da Silva, y se mantuvo hasta 2006
De 2007 a 2010 Levy ha servido como secretario de Finanzas del Estado de Río de Janeiro, nombrado por el gobernador Sérgio Cabral. De 2010 a noviembre de 2014, Levy fue Presidente de Bradesco Asset Management, una división del conglomerado financiero brasileño Bradesco, con más de 130 mil millones de dólares debajo administración. Levy abandonó Bradesco después de la invitación de Dilma Rousseff para ocupar el Ministerio de Finanzas.

## Ministro de Finanzas de Brasil
La presidenta Dilma Rousseff nombró a Levy como el ministro de Finanzas del país para su segundo gobierno, reemplazando a Guido Mantega. Asumió el 1 de enero de 2015.